# Union sportive de Villaines-sous-Malicorne
Maillots
L'Union sportive de Villaines-sous-Malicorne est un ancien club de football féminin français basé à Malicorne-sur-Sarthe et aujourd'hui disparu. 
Les Malicornaises ont évolué trois saisons en première division dans les années 1980, ainsi que deux saisons en seconde division, dont elles décrochent le titre en 1986. 
Le club comprend également une section masculine, toujours en activité, mais qui n'a jamais joué au niveau national.

## Palmarès
Le tableau suivant liste le palmarès du club dans les différentes compétitions officielles au niveau national et régional.
| Compétitions nationales                               | Équipes de jeunes           |
| - Championnat de France de D2 (1) - Vainqueur : 1986. | Votre aide est la bienvenue |

## Bilan saison par saison
Le tableau suivant retrace le parcours du club depuis la création de la première division en 1974, jusqu'à sa disparition.
| Édition   | Division 1  | Division 2             | Divisions Régionales |
| 1974-1983 | -           | -                      | …                    |
| 1983-1984 | 6e (Gr. B)  | -                      | -                    |
| 1984-1985 | -           | 2e (Gr. D)             | -                    |
| 1985-1986 | -           | Vainqueur              | -                    |
| 1986-1987 | 7e (Gr. E)  | Championnat inexistant | -                    |
| 1987-1988 | -           | Championnat inexistant | …                    |
| 1988-1989 | 10e (Gr. C) | Championnat inexistant | -                    |
| 1989-.... | -           | …                      | …                    |